# Pridobivanje drva
Pridobivanje drva dio je eksploatacije šuma, a obuhvaća sječu stabala, njihovu transformaciju u šumske proizvode te micanje stabala ili dijelova stabala iz šume (od panja) do korisnika, prerađivača drva ili tržišta šumskim proizvodima. Dijeli se na fazu sječe i izrade i na fazu transporta (primarni i sekundarni transport).

## Sječa
Sječa obuhvaća niz postupnih operacija kojima se stablo dovodi iz dubećeg (uspravnog) položaja na tlo. Redoslijed je sljedeći:
- Potražiti doznačeno stablo,
- Očistiti okolicu stabla,
- Obraditi žilište,
- Odrediti smjer obaranja,
- Izraditi zasjek te potpiljivanjem eliminirati fizičku povezanost debla i panja uz ostavljanje prijelomnice.

## Izrada šumskih sortimenata
Izrada je postupak transformacije upotrebljivih dijelova stabla u šumske proizvode.
Izrada obuhvaća:
- Kresanje grana,
- Mjerenje, prikrajanje, trupljenje i kod četinjača koranje,
- Prostorno drvo se cijepa, prenosi i slaže u složajeve,
- Primjenjuju se različite metode izrade kod panja (sortimentna, stablovna, deblovna i poludeblovna metoda).

Sječa i izrada izvode se ručno-strojnim radom uz primjenu motornih pila lančanica i pomoćnog oruđa – sjekire, klinovi, okretači, mjerne vrpce, guljači kore.

## Transport
Transport stabala ili dijelova stabala s obzirom na mjesto odvijanja transporta, način izvođenja, primijenjena sredstva i cilj transporta dijeli se na:
- Skupljanje – pomicanje dijelova stabla ljudskom, životinjskom ili mehaničkom snagom od panja do mjesta pripreme optimalnog tovara za privlačenje. Skupljanje se uvijek odvija na prostoru sječine, a tovari obično budu uz vlaku, na žičnoj liniji ili drugdje u sastojini.
- Privlačenje – pomicanje dijelova stabla od panja ili mjesta skupljanja do pomoćnog stovarišta, a obavlja se po tlu, zraku ili vodom uz upotrebu ljudske, životinjske ili mehaničke snage. Udaljenost privlačenja se kreće od nula do nekoliko stotina metara, a ona ovisi o primarnoj otvorenosti i konfiguraciji terena. Svrha privlačenja je koncentracija velikih drvnih masa na pomoćnom stovarištu s kojega utovarom počinje daljinski transport.
- Daljinski transport – to je pomicanje dijelova stabla od pomoćnog stovarišta do korisnika. Razlikuje se prijevoz odgovarajućim sredstvima po izgrađenim cestovnim i zeljezničkim transportnim sustavima i daljinski transport vodenim putovima. Udaljenost daljinskog transporta iznosi od nekoliko kilometara do više tisuća kilometara, ovisno o vrsti transporta i vrijednosti tovara.